# Testacella gestroi
Testacella gestroi is een slakkensoort uit de familie van de Testacellidae. De wetenschappelijke naam van de soort is voor het eerst geldig gepubliceerd in 1873 door Issel.